# Ogcodes vittisternum
Ogcodes vittisternum är en tvåvingeart som beskrevs av Curtis W. Sabrosky 1948. Ogcodes vittisternum ingår i släktet Ogcodes och familjen kulflugor. Inga underarter finns listade i Catalogue of Life.